# Hekenuhedjet
Hekenuhedjet (eigentlich Hekenu-hedjet) ist der Name einer altägyptischen Königin, welche die dritte Ehefrau von König (Pharao) Chephren in der 4. Dynastie während des Alten Reiches war. Sie trug königliche Titel wie „Königliche Gemahlin“, „Die den Horus und Seth schaut“, „Die groß an Hetes-Zeptern ist“ und „Priesterin des Bapef“. Sie ist in der Mastaba ihres Sohnes, Prinz Sechemkare, abgebildet. Wo die Königin selbst bestattet wurde, ist unbekannt.